# BNXT League Sixth Man of the Year
De BNXT League Sixth Man of the Year is een jaarlijkse basketbalprijs die wordt uitgereikt in de BNXT League. De prijs wordt gegeven aan de beste bankspeler, om in aanmerking te komen hiervoor moet een speler vaker starten op de bank dan op het veld. De prijs werd voor het eerst uitgereikt met de start van de BNXT League in het seizoen 2021/22.

## Erelijst
| Seizoen | Speler           | Pos. | Nationaliteit | Club           | Ref.  |
| ------- | ---------------- | ---- | ------------- | -------------- | ----- |
| 2021/22 | Mikael Jantunen  | PF   | Finland       | BC Oostende    | [ 1 ] |
| 2022/23 | Thijs De Ridder  | SF   | België        | Antwerp Giants | [ 2 ] |
| 2023/24 | Nikola Jovanović | C    | Servië        | Antwerp Giants | [ 3 ] |
| 2024/25 | Bram Bogaerts    | SF   | België        | Kortrijk Spurs | [ 4 ] |

## Winnaars per club
| Aantal | Club           | Jaren      |
| ------ | -------------- | ---------- |
| 2      | Antwerp Giants | 2023, 2024 |
| 1      | BC Oostende    | 2022       |
| 1      | Kortrijk Spurs | 2025       |